# کلود هانری سن سیمون
کلود هانری سن سیمون (به فرانسوی: Claude Henri de Saint-Simon) (۱۷۶۰–۱۸۲۵ م) فیلسوف و عالم اجتماعی و سیاسی و از پایه‌گذاران نهضت سوسیالیستی بود.
او از نجیب‌زادگان فرانسوی بود و نسل وی به شارلمانی می‌رسد. در ۱۷۷۹ در جنگ‌های استقلال آمریکا شرکت داشت و در این جنگ مجروح شد.

## پیوستن به ارتش
سیمون در سال ۱۷۷۶ به ارتش پیوست و پس از سه سال درجه سروانی گرفت. در انقلاب آمریکا، داوطلب خدمت در جبهه مستعمره‌نشینان شد و به رهبری جورج واشینگتن در یورک‌تاون جنگید. او همراه با نیروهای فرانسوی در جنگی مستعمراتی در جزایر هند غربی جنگید و در سال ۱۷۸۹ اسیر نیروهای انگلیسی شد و برای چند ماه به زندان افتاد. در سال ۱۷۸۳ به مکزیک رفت و طرح ساخت کانالی در پاناما را ارائه کرد و یک سال بعد به فرانسه بازگشت. او در انقلاب فرانسه شرکت نکرد چرا که باور داشت رژیم سیاسی موجود آن قدر ضعیف شده است که برای سرنگونی آن نیازی به جنگ نیست.

## مرگ و میراث
در سال ۱۸۲۳، سن سیمون که از عدم تأثیر نوشته‌هایش بر جامعه سرخورده شده بود، دست به خودکشی زد. او شش گلوله به سر خود شلیک کرد، ولی به شکل عجیبی جان سالم بدر برد و تنها دید یکی از چشم‌هایش را از دست داد.
سن سیمون به سال ۱۸۲۵ در پاریس درگذشت و در گورستان پر-لاشز دفن شد.

## روش‌شناسی
سین سیمون در کتاب جستاری در علم بشر (۱۸۱۳) روش‌شناسی زیر را برای پدید آمدن یک علم اجتماعی ارائه کرده‌است:
1. بررسی «روال تمدن» و جستجوی قواعد، الگوها و فرایندهای تغییر.
2. الگوها یا «قوانین حاکم بر سازمان‌دهی اجتماعی» به کمک مشاهدات آشکار می‌شوند و روند کلی تاریخ، خطوط کلی تاریخ تحول اجتماعی را ترسیم می‌کند.
3. با کشف این قوانین می‌توان طبق طرح، از آن‌ها برای تغییر ساختار جامعه استفاده کرد.

در نتیجه از نظر سن سیمون، بررسی جامعه باید مبتنی بر علم، مشتمل بر بهره‌گیری از تاریخ و مشاهده و در جستجوی قواعد باشد.